# Morten Wetland

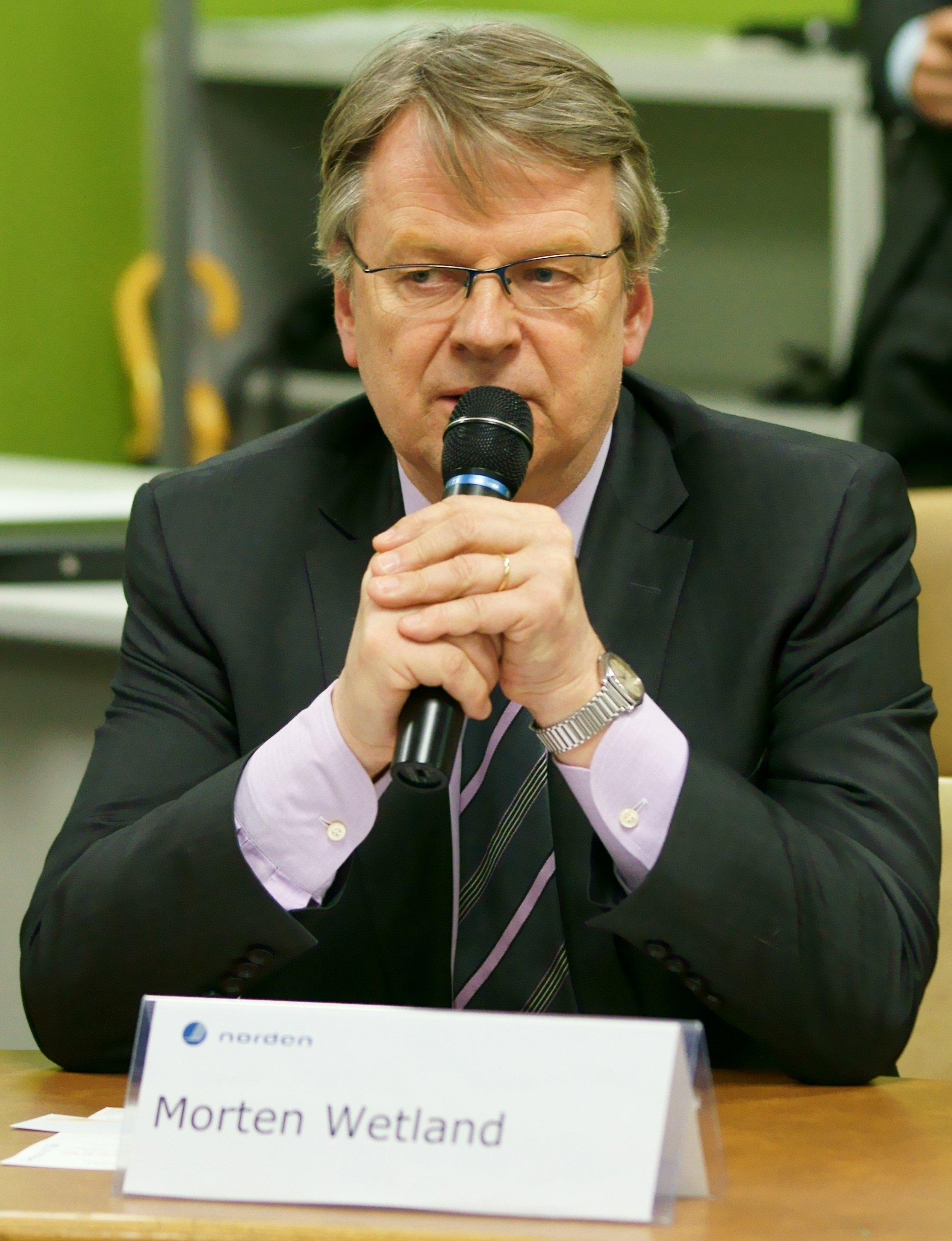
Morten Wetland, 2012

Morten Wetland (* 12. Mai 1951 in Oslo) ist ein norwegischer Diplomat, Politiker der norwegischen Arbeiderpartiet und Jurist.

## Leben
Wetland studierte Rechtswissenschaften an der Universität Oslo und schloss sein Studium 1976 ab. Er arbeitete zunächst für das norwegische Außenministerium, 1978/19 war er als Richter an einem Gericht in Grimstad tätig. Wetland trat dann in den diplomatischen Dienst Norwegens ein und war von 1980 bis 1983 als zweiter Sekretär an der norwegischen Botschaft in Deutschland in Bonn eingesetzt. Es folgte von 1983 bis 1985 wieder eine Tätigkeit im Außenministerium in Oslo und von 1985 bis 1989 als Sonderberater im Büro des norwegischen Premierministers. 1989/90 war er als stellvertretender Generaldirektor im Außenministerium beschäftigt, kehrte 1990 kurz als Sonderberater zurück und war dann ab 1991 Generaldirektor der Abteilung für internationale Angelegenheiten. 1996 wurde er Staatssekretär im norwegischen Ministerium für Erdöl und Energie. 1997 übernahm er die Funktion als Herausgeber des Verlages Gyldendal ASA in Oslo. Von 1998 bis 2003 war er Botschafter an der Norwegischen Botschaft in Deutschland. 
Es schloss sich von 2003 bis 2005 eine Tätigkeit als leitender Vizepräsident für europäische Angelegenheiten des norwegischen Staatsunternehmens Statkraft an. 2005 wurde er Staatssekretär im Büro des norwegischen Premierministers (Statsministerens kontor), bis er 2008 die Funktion als Ständiger Vertreter Norwegens bei den Vereinten Nationen in New York übernahm. Von 2012 bis 2018 war er als Partner im Beratungsunternehmen First House tätig.
Wetland ist Träger des Sankt-Olav-Orden. Er ist verheiratet und hat zwei Kinder.